# 1,000 Guineas Stakes
1,000 Guineas Stakes er et hestevæddeløb i Storbritannien i gruppe 1, som er åbent for treårige hopper af racen engelsk fuldblod (xx). Løbet afvikles hvert år sent i april eller tidligt i maj på banen Rowley Mile på Newmarket Racecourse i Suffolk på den søndag, der følger efter løbet 2000 Guineas Stakes.
1000 Guineas er det andet af Storbritannines fem klassiske løb, og det første, hvor kun hopper kan deltage. Det er det første af de tre Triple Crown-løb for hopper, hvor Oaks og St Leger følger.

## Historie
1000 Guineas blev afviklet første gang den 28. april 1814, fem efter efter det første løb for fuldblodsheste, hvor også vallakker og hopper kunne deltage, løbet 2000 Guineas. De to løb blev indstiftet af Jockeyt Club under ledelse af Sir Charles Bunbury, der tidligere havde været med til at etablere det britiske Epsom Derby. De to løb fik navn efter den oprindelige præmiesum (en guinea svarede til 21 shilling, eller £1,05).
I midten af 1860'erne var 1000 Guineas blevet et at Storbritanniens mest prestigefyldte løb for tre-årige, og konceptet inspirerede flere andre lande til at afvikle tilsvanrende løb. I Europa kendes i dag German 1,000 Guineas, Irish 1,000 Guineas, Poule d'Essai des Pouliches i Frankrig og i Italien Premio Regina Elena. I Danmark kaldes løbet Mowerinaløbet og afvikles årligt på Klampenborg Galopbane